# Aldisa albatrossae
Aldisa albatrossae là một loài sên biển mang trần thuộc liên họ Doridoidea, là động vật thân mềm chân bụng sống ở biển thuộc họ Dorididae.
Loài này phân bố ở độ sâu từ 3-72 mét từ Okinawa, đến Philippines và bắc Sulawesi.
Chiều dài từ 1,1 đến 2,2 cm.